# Glochidion trichogynum
Glochidion trichogynum là một loài thực vật có hoa trong họ Diệp hạ châu. Loài này được Müll.Arg. mô tả khoa học đầu tiên năm 1863.